# WCW New Blood Rising
WCW New Blood Rising var et wrestling Pay Per View, produceret af World Championship Wrestling der erstattede WCW Road Wild som WCWs august-specialitet i 2000. Navnet kom fra titlen på perioden i WCW, hvor firmaet skulle domineres af de unge talenter.

## 2000
WCW New Blood Rising fandt sted 13. august 2000 i Pacific Coliseum i Vancouver, British Columbia, Canada. Showets formål var et New Blood skulle dominere WCW. Desværre var hele New Blood anglen, der startede i april, på dette tidspunkt kørt af sporet.
- Evan Karagias, Shannon Moore & Shane Helms besejrede Jimmy Yang, Kaz Hayashi & Jamie Noble i en Ladder match
- Ernest Miller besejrede The Great Muta
- Buff Bagwell besejrede Chris Kanyon i en Judy Bagwell on a pole match
- WCW Tag Team Mesterskabet: Brian Adams & Bryan Clarke besejrede Chuck Palumbo & Shawn Stasiak, Mark Jindrak & Sean O'Haire og General Rection & Lash LeRoux i en Four Corners Tag Team match, mens Filthy Animals var gæstedommere
- Billy Kidman besejrede Shane Douglas
- Major Gunns besejrede Stacy Keibler i en Rip off the Camouflage match
- Sting besejrede KISS Demon
- WCW Amerika Mesterskabet: Lance Storm besejrede Mike Awesome
- WCW Tag Team Mesterskabet: Vampiro & The Great Muta besejrede Brian Adams & Bryan Clarke
- Kevin Nash besejrede Goldberg og Scott Steiner
- WCW Verdens Mesterskabet: Booker T besejrede Jeff Jarrett